# Geismar (Turyngia)
Geismar – miejscowość i gmina w środkowych Niemczech, w kraju związkowym Turyngia, w powiecie Eichsfeld, wchodzi w skład wspólnoty administracyjnej Ershausen/Geismar.